# TP kablovi
Upredanje parova (енгл. Twisted pair) je način kabliranja kod kojeg se parice zasebnih provodnika upreda u jedan a svrha toga je izbegavanje elektromagnetnih smetnji iz spoljašnjih izvora. Ovakav način kabliranja izumeo je Аleksander Grejam Bel. 

## Definicija
Tokom prenosa, dva provodnika imaju jednake ali suprotne signale koje odredište detektuje kao razliku ta dva signala. Ovo je poznato kao diferencijal prenosnog moda. Spoljašnji izvori smetnji deluju na oba provodnika podjednako tako da na kraju, gledajući razliku ta dva provodnika, nemamo nikakvih promena.
Problem nastaje kada uticaj spoljašnjih smetnji više deluju na jedan provodnik nego na drugi i tada odredišna razlika između njih nije ista kao na izvoru signala. Ovo se najčešće javlja u telekomunikacionim kablovima koji su jedan do drugog na većim dužinama. Jedan par može izazvati preslušavanje(eng. crosstalk) u drugom celom dužinom kablova ako su blizu jedan drugom. Zbog toga se parice upredaju.
Stepen upredanja obično se meri u broju obrta po jednom metru, mada to ne mora da bude uvek tako. Stepen upredanja čini jednu od specifikacija za datu vrstu kabla. Ukoliko parice sa istim stepenom upredanja stoje jedna do druge takođe može doći do preslušavanja između njih. U tom slučaju svaka od parica mora imati različit stepen upredanja da bi diferencijal na odredištu ostao nepromenjen .

## Istorija
U najranijim telefonskim linijama prvo su korišćeni jednostavni – jednožični kablovi i povratna kola. Od osamdesetih godina 19 veka sve više gradova je imalo električne tramvaje a samim tim i više kablova sa visokim naponom koji su bili najveći izvor smetnji na telefonsku liniju u tadašnje vreme. Inženjeri su na sve načine pokušavali da neutrališu uticaje elektromagnetnih smetnji a jedna od metoda je bila i transpozicija žica(eng. wire transposition).
Glavni princip ovog rešenja je bilo promena pozicije žica na svakim stubovima. Na ovaj način obe žice će dobiti slično elektromagnetno zračenje od naponskog kabla. Slobodno se može reći da je ovo rešenje preteča upredanju parica. Ovakav princip se i danas može videti u nekim ruralnim područjima.
Kabl sa upredenim paricama izumeo je Aleksandar Grejem Bel 1881. godine. Nakon toga je sve više telefonskih linija bivalo zamenjeno ovakvim principom kabliranja.

## Zaštita u kablovima
Kablovi sa upredenim paricama najčešće imaju dodatni omotač (štit) koji ima ulogu da spreči uticaj jakih elektromagnetnih zračenja. Omotač oko kabla je zapravo provodnik koji elektricitet, koji je nastao prilikom elektromagnetnih smetnji, sprovodi do uzemljenja. 
Omotač može biti u vidu folije koja je obavijena oko parica, skupa parica ili celog kabla.
ISO/IEC 11801:2002 (Annex E) pokušava da napravi međunarodni standard za oznake kablova sa dodatnom zaštitom od smetnji pomoću tri slova. U – za nezaštićene, S – za kabl kod kojeg su zaštićene svake parice pojedinačno i F – za kabl sa omotačem od folije.
STP(U/UTP) je vrsta TP kod kojeg je svaka individualna parica ili skup više njih obavijen folijom (tzv. ekran) kao omotač da bi se sprečili spoljašnji elektromagnetni uticaji ili efekat preslušavanja kod susednih parica. Za razliku od ove vrste, običan UTP kabl nema nikakvu dodatnu zaštitu pa se u situaciji, gde kablovi prolaze pored jakih elektromagnetnih zračenja, koristi STP kabl. Zbog svog omotača rukovanje sa STP kablom je otežano.

### TP kabl bez omotača (UTP)
UTP (Unshielded twisted pair) je vrsta tp kabla koji se sastoji od upredenih parica bez dodatnog omotača oko njih. Najveću primenu imaju u Eternet mrežama i telefonskim sistemima. Za potrebe telefonije se najčešće koristi UTP sa 25 parica u skladu sa 25-pair color code standardu koji je razvijen od strane AT&T Corporation. U slučaju kada se se radi o otvorenim-spoljašnjim kablovima telefonske linije, koristi se kabl sa stotinama ili hiljadama parica koje su podeljene u više manjih ali identičnih snopova. Svaki snop se sastoji od parica koje imaju različit stepen upredanja. Parovi koji imaju isti stepen upredanja može da iskusi neki stepen preslušavanja (eng crosstalk).
UTP kabl se takođe dosta koristi u računarskim mrežama. Moderni Eternet, najčešće korišćeni mrežni standard, koristi ovaj tip kabla. Ovaj tip kabla najčešće je korišćen na kratkim i srednjim rastojanjima u mreži, razlog tome je zato što su dosta povoljniji od optičkih kablova. UTP kabl takođe pronalazi primenu i u video kamerama, pre svega u sigurnosnim kamerama koje imaju konektor namenjen ovoj vrsti kabla.

## STP - FTP
FTP kabl štiti podatke koji prolaze kroz njega od elektromagnetnog zračenja iz spoljašnje sredine kao i od emitovanja elektromagnetnog zračenja koje se indukuje tokom prenosa. Zbog ovih osobina ovaj tip kabla se najčešće koristi u situacijama kad je veoma bitna sigurnost podataka. Za realizaciju zaštite u FTP kablu koriste se aluminijumska folija debljine 25 mikrona koja se obavija oko parica. Folija ima za cilj da indukovano elektromagnetno zračenje sprovede do uzemljenja. Ovakva metoda obezbeđuje zaštitu od zračenja do 600 MhHz frekvencije. Sličnu zaštitu imaju i STP kablovi u kojima se aluminijumska folija obmotava oko pojedinačnih parica a zatim i oko celog kabla. Zbog ovolike zaštite, STP kablovi se smatraju najotpornijim na elektromagnetno zračenje ali su ujedno i glomazniji a samim tim teži za rukovanje, ne treba zanemariti ni cenu koja je znatno veća od FTP. U praksi se najčešće koriste FTP kablovi upravo zbog svog odnosa cena/kvalitet, dok se STP kablovi koriste u situacijama gde je zaštita od jakih elektromagnetnih zračenja preko potrebna.

## Konektori
Standardni konektor za UTP kabl ima oznaku RJ-45 i najčešće se koristi u računarskim mrežama dok za telefonsku liniju najkorišćeniji je RJ-11 konektor. Da bi se konektor uspešno namontirao na kabl, potrebna su nam krimp klešta kao i znanje o pravilnom rasporedu žica u konektoru.

## Kategorije UTP kabla
Kategorizacija na osnovu EIA/TIA-568 standardu.
| Kategorija    | Odlike                                                |
| ------------- | ----------------------------------------------------- |
| Nivo 1        | Omogućava prenos govora i faks poruka                 |
| Nivo 2        | Omogućava prenos podataka do 4Mbps                    |
| Kategorija 3  | Omogućava prenos podataka do 10Mbps                   |
| Kategorija 4  | Omogućava prenos podataka do 20 Mbps                  |
| Kategorija 5  | Omogućava prednos podataka do 100 Mbps                |
| Kategorija 5e | Omogućava prenos podataka do 1Gbps do 550m razdaljine |
| Kategorija 6  | Omogućava prenos podataka do 1Gbps do 700m razdaljine |

## Spoljašnje veze
- Telecommunications Virtual Museum